# ویتالی ریوزکی
ویتالی ریوزکی (انگلیسی: Vitaliy Raievskiy؛ زادهٔ ۱۲ مهٔ ۱۹۶۷) ورزشکار روئینگ اهل اتحاد جماهیر شوروی سوسیالیستی است.

## حرفه
وی همچنین از قایقرانان روئینگ بازی‌های المپیک تابستانی ۱۹۹۲ و ۱۹۹۶ بوده است.